# Société des automobiles Crouan
Pour les articles homonymes, voir Crouan.
La Société des Automobiles Crouan, est une entreprise française de construction automobile créée en 1897 par Henry Crouan,,.

## Histoire

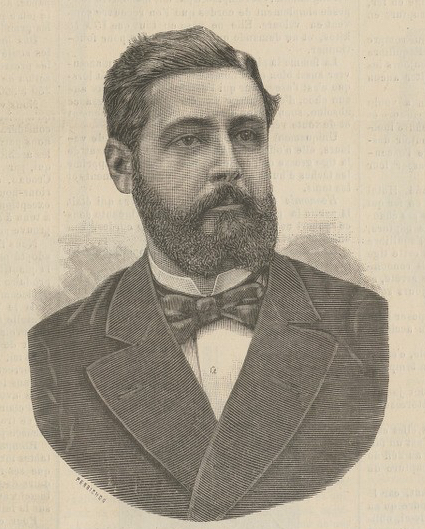
Henry Crouan.

La Société des moteurs et automobiles Crouan, basée à Paris, a commencé sa production d'automobiles en 1897, fondée par l'ingénieur Henry Crouan, inventeur d'un gazomoteur et gérant de la société en commandite simple "H. Crouan & Cie" (Société française du Gazomoteur).

## Voitures
Les premiers modèles 10 CV de 1897 sont équipés d'un moteur à deux cylindres à l'arrière.
En 1900, ont suivi les modèles 5 CV avec moteur monocylindre  et les 16 CV avec moteur à deux cylindres.
Les modèles de 1903 étaient à 6 CV avec moteur à deux cylindres et à 16 CV avec moteur à quatre cylindres, à la fois avec les moteurs avant.